# Ouzouer-sur-Loire
Ouzouer-sur-Loire är en kommun i departementet Loiret i regionen Centre-Val de Loire strax norr Frankrikes mitt. Kommunen ligger i kantonen Ouzouer-sur-Loire som tillhör arrondissementet Orléans. År 2022 hade Ouzouer-sur-Loire 2 560 invånare.

## Befolkningsutveckling
Antalet invånare i kommunen Ouzouer-sur-Loire
| Referens: INSEE |